# Арьяварта

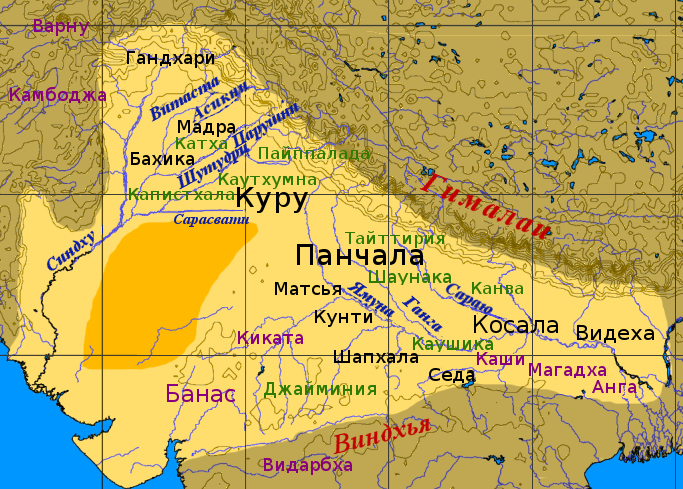
Арьяварта в ведийский период

Арьяварта (IAST: Āryāvarta, आर्यावर्त, «обитель ариев») — название Северной Индии в классической санскритской литературе. «Ману-смрити» (2.22) даёт это название «земле между Гималаями и Виндхья, от восточного до западного моря». Согласно «Васиштха-дхармасутре» (I.8-9 и 12-13) Арьяварта расположена к востоку от места, где река Сарасвати исчезает в пустыне, к западу от Калакаваны, к северу от гор Париятра и Виндхья и к югу от Гималаев.
«Баудхаяна-дхармасутра» (1.1.2.10) называет Арьявартой землю, расположенную к западу от Калакаваны, востоку от Адаршаны, югу от Гималаев и к северу от гор Виндхья. Однако, согласно «Баудхаяна-дхармасутре» (BDS) 1.1.2.11 Арьяварта расположена в доабе Ганги-Ямуны. В некоторых дхармасутрах описываются искупительные ритуалы, которые следуют совершать ариям, пересёкшим границы Арьяварты.